# Pyber János
Gyerkényi Pyber János (Nagyszombat, 1562 körül – Nagyszombat, 1633. október 20. előtt) megyéspüspök.

## Életútja
Alamócban és Bécsben tanult, 1582-től a Collegium Germanicum et Hungaricum növendéke lett. 1587-ben Győrött pappá szentelték, ahol segédlelkész, káptalan karkáplán lett. 1589-ben Nagyszombatban német hitszónok, 1592. október 11-től tornai főesperes, 1601. július 16-tól sasvári főesperes, széplaki prefektus. 1604 és 1627 között Nagyszombat plébánosa. 1605-ben Bocskaitól kieszközölte, hogy a szentbenedeki apátsághoz tartozó javakat visszakapja az esztergomi káptalant. 1608-ban felhévizi prépost, 1611. július 15-én pécsi címzetes püspök, a prépostság megtartásával. 1612-től királyi tanácsos, V. Pál pápa 1613. augusztus 29-én megerősítette. 1614. július 6-án szentelték püspökké. 1616. április 22-én esztergomi nagyprépost, és még ebben az évben váradi választott püspök lett.
II. Ferdinánd magyar király követe 1622. március 13. és 24. között Bethlen Gábor fejedelemnél Kassán, akitől március 20. után visszavitte a Szent koronát előbb a trencséni várba, majd Pozsonyba. A soproni országgyűlésen (május 1–augusztus 18.) a nádori ítélőszék főpapjává választották. 1625. október 21-től egri megyéspüspök, de mivel innen szinte nem volt jövedelme, 1631-ig megmaradt nagyprépostnak. VIII. Orbán pápa 1631. április 7-én erősítette meg. Pyber részt vett 1627 márciusában Tokajban a Habsburgok és Bethlen közötti béke részleteinek kidolgozásában, június 1-jén a fejedelem a tiszántúli résszel együtt Pyber javára lemondott az egri püspököt megillető tizedről, a tiszántúli rész bérletét megtartva 2000 tallért fizetett évente. Az egri püspökség javainak világiaktól való visszavétele Pyber püspöksége idején történt.